# Ishøj Strand
Ishøj Strand est une ville du Grand Copenhague, située dans la municipalité d'Ishøj, près de la baie de Køge. La municipalité compte 22 988 habitants en 2018.
La zone est située près de la mer et est formée par un grand bâtiment résidentiel qui possède l'une des nombreuses plages de sable de la région de Copenhague.
Lorsque la marée est basse dans la baie de Køge, les écluses et les niveaux d'eau, appelés Jægersø et Lille Vejlesø, sont ajustés à cette baisse. À marée haute, les lacunes sont fermées et les inondations sont ainsi évitées.
Avant la construction de la digue, c'est à marée haute que la mer atteignit Tranegilde Strandvej.
La zone est proche de bâtiments de faible hauteur ainsi que des maisons unifamiliales. Les prix de l'immobilier sont relativement bas par rapport à la distance du centre de Copenhague ainsi que de la distance de la mer à la plage.
Au-delà de la plage, les sites Arken et Ishøj Harbour sont situés proches d’Ishøj Strand.
Au sud d'Ishøj Strand se trouve également la plage de Hundige Strand.